# أحمد المسماري
لواء أركان حرب أحمد أبوزيد المسماري هو لواء بالجيش الوطني الليبي، يشغل حالياً منصب المتحدث العسكري للجيش الوطني الليبي (المتمركز في شرق ليبيا) منذ يناير 2016

## نشأته
أحمد أبو زيد من مواليد مدينة المرج ومن سكان مدينة البيضاء، يرجع نسبه إلى قبيلة المسامير وهي من قبائل برقة في ليبيا، وهو أيضًا باحث متخصص في التراث الليبي المحلي. 

## التأهيل العسكري
- بكالوريوس العلوم العسكرية .
- شغل منصب المتحدث الرسمي باسم ركن حرس الحدود والمنشآت النفطية والأهداف الحيوية .